# オヤマダアツシ
オヤマダ アツシ（1960年 - 2020年9月3日）は、日本の音楽ライター、英国音楽紹介家。

## 人物・来歴
中学1年生のときにビートルズで音楽に興味をもつ。広告代理店勤務のかたわら、30代で山尾 敦史（やまお あつし）として音楽評論をはじめる。個人ブログ「山尾好奇堂」でも人気を博していた。2009年7月に筆名をオヤマダ アツシに変更。
特にイギリス音楽に通じ、何冊かの単著を残したほか、新日本フィルハーモニー交響楽団の曲目解説（ルビーシリーズ）および演奏会前のレクチャーを長年つとめていた。オーケストラの曲目解説、インタビュー記事、CDブックレットへの寄稿等で活動した。
かねてより患っていた心臓関連の術後が思わしくなく、2020年9月3日に死去。
ペンギンとプリンをこよなく愛していた。

## 著書、著作物

### 書籍
- アイリッシュ＆ケルティック・ミュージック（音楽之友社、1997年）
- 近現代英国音楽入門（1998年）
- ロシア音楽はじめてブック（アルテスパブリッシング、2012年）

### その他の主な執筆
- ラ・フォル・ジュルネ・オ・ジャポン 公式ブログ隊長[5]
- 目白バ・ロック音楽祭公式レポート[6]
- 新日本フィルハーモニー交響楽団 ルビーシリーズ曲目解説及び公演前レクチャー
- レコード芸術
- モーストリー・クラシック
- 月刊ショパン
- サラサーテ

ほか多数